# المخيم الكشفي العالمي العشرون
المخيم الكشفي العالمي العشرون عقد في القاعدة البحرية في ساتاهيب، تايلاند في الفترة 28 ديسمبر 2002 و8 يناير 2003 وصادف المخيم الذكرى الثانية والستون لوفاة بادن باول مؤسس الحركة الكشفية. ويعتبر ثاني مخيم كشفي عالمي يعقد في جنوب شرق آسيا بعد استضافت الفلبين هذا الحدث في عام 1959.
حضر المخيم حوالي 30,000 كشاف من جميع أنحاء العالم لقضاء 12 يوم والتخييم معاً، وحضور الأنشطة المخصصة في التنمية الذاتية والمسؤولية الاجتماعية، في إطار الطريقة الكشفية التعليمية. عزز المخيم تقدم وحدة الحركة الكشفية العالمية وبقوة وربطه بالثقافة الآسيوية، سواء من حيث الأنشطة أو الرقص على الأسلوب التايلاندي.
وكان موضوع المخيم الكشفي العالمي العشرون شاركوننا في عالمنا، شاركونا ثقافاتنا.
كما هو الحال مع المهرجانات السابقة، وكان حجم القوات القياسي 36 شابا و4 قادة كبار.
عقد المخيم الكشفي العالمي العشرون في ساتاهيب بمقاطعة تشونبوري الذي يبعد حوالي 180 كيلو متر من جهه جنوب شرق بانكوك. يقع موقع المخيم على شاطئ البحر على خليج تايلاند، وتغطي مساحته 1200 هكتار وتتكون من السهول المنبسطة والتلال والشواطئ الرملية البيضاء.
ويظهر شعار المخيم السقف التايلاندي التقليدي على شكل مثلث في سقف يمثل التنمية التايلاندية والتقاليد والثقافات وتبادل هذه التقاليد من جيل إلى جيل.
وقد إختتم المخيم برسالة مسجلة من بيتي كلاي الابنة الصغرى لبادن باول والتي كانت تبلغ من العمر 85 عاماً.